# 松本糸魚川連絡道路
松本糸魚川連絡道路（まつもといといがわれんらくどうろ）は、長野県松本市と新潟県糸魚川市を結ぶ予定で計画されている延長約100 km（キロメートル）の地域高規格道路である。
略称として松糸道路（まついとどうろ）とも呼ばれる。
この道路が開通すると、糸魚川市を含む新潟県上越地方、北陸自動車道方面と、安曇野市を含む長野県松本地域、中央自動車道方面などの自動車による所要時間が短縮される。

## 概説
当初は、中部縦貫自動車道に設置予定の波田IC（仮称）の建設が計画されている長野県松本市波田を起点とし、新潟県糸魚川市（北陸自動車道の糸魚川IC付近）を終点とする、総延長約100 km（長野県側約80 km・新潟県側約20 km）の道路として予定制限速度60 - 80 km/h、全線4車線で計画されていた。
しかし、2003年（平成15年）に国が地域高規格道路の構造要件を見直したこともあり、現在は設計速度60 km/h、2車線の一般道路として計画されている。

### 長野県区間
2000年（平成12年）に長野県知事に就任した田中康夫は、平成14年の長野県議会において「現在の計画のまま進めるのではなく、見直しすることが望ましい」と述べ、既存道路の質を充実させるなどの検討をすることとした。また、2003年（平成15年）には国が地域高規格道路の構造要件を見直したこともあり、同年の長野県議会において「大町以南は高瀬川右岸道路など既存道路の改良で対応するため、起点は豊科町のIC付近となる」と述べた。
2006年（平成18年）に長野県知事に就任した村井仁は、県議会で「整備の在り方は地元の意見を聞き、時間をかけて検討する」と説明し、中部縦貫自動車道波田IC、長野自動車道豊科IC、同梓川SICなど複数案の検討を行った。
検討の結果、2008年（平成20年）10月に、長野道豊科IC北側に接続する案を県が発表した。豊科ICから約3 km離れた安曇野市の犀川東側に新たなIC（仮称：豊科北IC）を設置し、波田IC - 豊科北ICまでは長野道等を活用。豊科北IC - 高瀬川右岸道路までの間を新設の橋梁などでつなぐ案となっている。波田IC、豊科IC、豊科北IC、梓川スマートICの4案のうち、豊科北IC案が長野道までの距離の短さ、より低コストである点などを挙げて最適とした。
2011年（平成23年）7月に、安曇野市の仮称豊科北ICから高瀬川右岸道路に接続するルートについて、県が2案を示した。県は、犀川・高瀬川・穂高川の三川合流部を東側に迂回するBルートを基本とした。
2013年（平成25年）3月に県が新総合交通ビジョンを策定し、松本糸魚川連絡道路を含む中信地方の交通インフラ充実等を目指す内容がまとめられた。
2016年（平成28年）1月に、県が仮称安曇野北IC（旧豊科北IC）から大町市街地南までの計画案を公表した。長野道との分岐点から県道高瀬川右岸道路の間は2011年（平成23年）に公表したBルートを一部修正し、既存の高瀬川右岸道路は立体交差などの部分的な改良を図り、大町市街地南までつなぐ計画となった。
2018年（平成30年）11月に、安曇野市が地元の理解を得られるルート帯の再検討を県に要望したことを受け、2019年（平成31年）2月に県は複数案から改めて絞り直す方針を明らかにした。その後、6月に市民から意見を聞く説明会を開始し、12月には複数のルート帯案を説明会で提示した。
2020年（令和2年）8月に、県は複数案の中から、長野道に安曇野北ICを新設し、犀川右岸や高瀬川右岸を通るAルート帯案を最適ルート帯に選ぶことを説明会において公表した。
2021年（令和3年）9月に、安曇野市の新設区間（Aルート帯）について、県が本線車道幅（上幅）の都市計画決定を行う。
2022年（令和4年）に、安曇野市穂高北穂高から豊科光の安曇野北ICまでの延長4.0 kmが、国補助事業として長野県により主要地方道大町明科線 安曇野道路として事業化された。
2025年（令和7年）2月に、事業範囲幅（下幅）への区域変更について、県が都市計画変更を行う。

### 新潟県区間
当初新潟県は、2008年（平成20年）にいくつかの「ルート帯」案を示し、2009年（平成21年）1月には住民アンケートを実施するなど道路整備に意欲を示していた。
しかし、2009年（平成21年）に「コンクリートから人へ」と銘打つ民主党が政権を獲ると、全国に広がる公共事業縮減の波は新潟県にも押し寄せ、限られた予算の中で効率的に社会資本を整備するには、優先順位の明確化が不可欠となっていった。新潟県では、日本海軸の一部を構成する日本海沿岸東北自動車道（朝日温海道路）の整備を優先したため、松本糸魚川連絡道路を整備は先送りにされてきた経緯がある。
それでも2016年（平成28年）に発生した糸魚川市大規模火災からの復興や、とりわけ外国人に人気の高い長野県白馬エリアとの観光連携には、地域間移動を支えるインフラの存在が不可欠と判断し、整備主体となる新潟県は2017年度（平成29年度）、一部の区間を除き、幅300 - 500 mの範囲で概ねの位置を示す「ルート帯」案を提示して同年8月迄に沿線住民への説明会を実施した。
その資料によれば、長野県境から平岩間は国道現道を活用し、平岩から小滝間はトンネル化を含めて引き続き検討、小滝から山本橋間は概ね国道現道を活用、山本橋から糸魚川ICは糸魚川市街地を迂回する姫川左岸ルートとなっている。構造規格は、道路標準幅員を9.5 m、車線幅員を3.25 mとし、車線の両側に1.5 mの路側帯を設ける計画となっている。
2017年（平成29年）11月に、新潟県は説明会・パブリックコメント・事業費・環境等を総合的に判断した上で、小滝 - 山本橋（主に現道を活用するルート帯）と山本橋 - 糸魚川IC（市街地を回避する姫川左岸ルート帯）の2区間のルート帯を決定した。
2019年（平成31年）3月に、糸魚川市の約5 kmが整備区間に指定され、新潟県により一般国道148号松糸・今井道路として事業化された。
2020年（令和2年）3月20日に、糸魚川市で松糸道路の一部として転用が見込まれる新潟県道222号西中糸魚川線の西中バイパス（松糸・今井道路の2区間の中間に位置する）が開通した。

## 年表
- 1994年（平成6年）12月16日 - 「候補路線指定」（波田 - 糸魚川市 約100 km）[20]
- 1995年（平成7年）12月1日 - 松本市で地域高規格道路松本糸魚川連絡道路建設促進期成同盟会設立総会が開催される[21]。
- 1998年（平成10年）6月16日 - 「計画路線指定」（波田 - 糸魚川市 約100 km）[20]
- 1999年（平成11年）12月17日 - 「調査区間指定」（旧南安曇郡堀金村 - 大町市約15 km、糸魚川市平岩 - 根知[22] 約8 km）[20]
- 2005年（平成17年）3月25日 - 「調査区間指定」（北安曇郡小谷村雨中地区 約4 km、糸魚川市根知 - 糸魚川IC 約9 km）[20]
- 2019年（平成31年）3月29日 - 「整備区間指定」（糸魚川市約5 km）[20]
- 2022年（令和4年）3月29日 - 「整備区間指定」（安曇野市約4 km）[23] -令和4年度 安曇野道路事業化[14]。

## 地理

### 通過する自治体
- 長野県
  - （松本市[注釈 1]） - 安曇野市 - 北安曇郡松川村 - 大町市 - 北安曇郡白馬村 - 北安曇郡小谷村
- 新潟県
  - 糸魚川市